# Оли, Кхадга Прасад Шарма
Кхадга Прасад Шарма Оли (непальск. खड्ग प्रसाद शर्मा ओली; род. 22 февраля 1952, Ива-Кханигаун, Терхатхум, Непал) — непальский государственный и политический деятель, лидер (сопредседатель) правящей коммунистической партии Непала, министр внутренних дел Непала с 30 ноября 1994 по 12 сентября 1995 года, заместитель премьер-министра и министр иностранных дел Непала с 2 мая 2006 по 1 апреля 2007 года, премьер-министр Непала с 12 октября 2015 по 4 августа 2016 года, с 15 февраля 2018 по 13 июля 2021 года и с 15 июля 2024 года.

## Биография

### Молодые годы и образование
Кхадга Прасад Шарма Оли родился 22 февраля 1952 года в деревне Ива-Кханигаун в непальском районе Терхатхум. Был старшим ребёнком в скромной крестьянской семье Мадхумайи и Мохана Прасада Оли. При рождении получил имя «Дрхуба», однако позднее оно было изменено на «Кхадга Прасад».
Когда Оли было четыре года, его мать умерла от оспы, и мальчик воспитывался бабушкой Раммаей. Он получил начальное образование в средней школе Прамани, доучившись до пятого класса. Оли был известен острым умом и твёрдым характером, любил играть в шахматы, а также в футбол с мячом из тряпок, писал патриотические и националистические стихи, а кроме того выучил английский язык с волонтёром Корпуса мира, желая стать учителем или врачом. Во время учёбы Оли выступал против физического насилия, наблюдая, как другие родители бьют своих детей, и рассказывал об этом бабушке, позже признаваясь, что «с детства я был против людей, которые неправильно использовали свои власть и богатство. Может быть, что это недовольство укоренило политику в моей крови».

### Политическая и революционная деятельность
В 1963 году в возрасте 12 лет Оли переехал в Джхапу при помощи коммунистического лидера Рамнатха Дахала, позднее ставшего жертвой убийства. Будучи студентом, в 1966 году под влиянием коммунистической идеологии и философии марксизма-ленинизма начал политическую деятельность в качестве ученика Исследовательской марксистской группы. В 1968 году Оли стал членом фракционного комитета студенческого крыла Коммунистической партии Непала, а в 1969 году — и её членом, заняв пост заместителя секретаря партии.
В 1970 году Оли вошёл в состав районного комитета партии и начал участвовать в подпольной деятельности, направленной против самодержавной политики Панчаятской системы, в то время как королевский режим начал подавление коммунистического движения. В том же году он был в первый раз арестован. В 1971 году окончил с аттестатом 10 класс средней школы Адаша в Джхапе, но не стал дальше получать образование. В 1972 году стал председателем Организационного комитета крестьянского восстания в Джхапе под руководством члена Коммунистической партии Чандры Пракаша Майнали. В это время Оли открыто встал на сторону мирного решения конфликта, но в соответствии с решением партии принял участие в вооружённой борьбе, заключавшейся в обезглавливании местных помещиков. В 1973 году был арестован во второй раз по обвинению в убийстве и провёл 14 лет беспрерывного заключения в различных тюрьмах страны.
После освобождения в 1987 году, в 1988 году Оли стал членом подпольного Центрального комитета Коммунистической партии (марксистско-ленинской), а в 1990 году возглавил комитет партии в зоне Лумбини, впоследствии проявив себя в качестве ключевой фигуры в непальской политике.

### На высоких партийных и государственных должностях
В 1990 году после восстановления демократии и падения панчаятского режима, Оли стал членом постоянного Центрального комитета КПН (МЛ) и Объединённого левого фронта. В 1991 году он был впервые избран в парламент от округа Джхапа-6. В том же году стал основателем и первым президентом Национальной федерации демократической молодёжи Непала. В 1992 году Оли стал председателем иностранного отдела Коммунистической партии (объединённой марксистско-ленинской), а также принял участие в программе «USIS». В 1992 году представлял парламент на 87-й конференции Межпарламентского союза в Камеруне и 88-й конференции в Швеции, а в качестве члена совета МПС был наблюдателем на президентских выборах в США. В 1993 году Оли сыграл ключевую роль в разработке руководящего принципа КПН (ОМЛ) под названием «народная многопартийная демократия», выдвинутого генеральным секретарём Мадана Кумара Бхандари. В 1993 году стал начальником Департамента рекламы и председателем Следственной комиссии, образованной КПН (ОМЛ) для расследования автомобильной аварии, произошедшей 16 мая 1993 года, в которой погибли генеральный секретарь Бхандари и начальник организационного отдела Джиб Радж Ашрит. В 1994 году Оли переизбрался в парламент от округа Джхапа-6, победив кандидата от Непальского конгресса Кешава Кумара Будхатхоки. С 1995 по 2008 год возглавлял парламентский отдел партии.
С 30 ноября 1994 по 12 сентября 1995 года занимал пост министра внутренних дел в правительстве меньшинства под руководством председателя КПН (ОМЛ) Мана Мохана Адхикари при короле Бирендре.
В 1993 году Оли посетил Китайскую Народную Республику по приглашению дружественной Коммунистической партии Китая. В 1994 году стал членом Президиума Организации солидарности афро-азиатских народов. В 1995 году Оли принял участие в 6-й совместной встрече министерских комитетов Непала-Бутана в Тхимпху. В 1997 году возглавил делегацию на 80-й конференции Индийского национального конгресса в Калькутте и побывал в Корейской Народно-Демократической Республике по приглашению правительства и Трудовой партии Кореи. В 1998 году Оли возглавил делегацию КПН (ОМЛ) в КНР и с дружеским визитом посетил Великобританию и Германию по приглашению британского министерства иностранных дел и немецких друзей. В 1999 году он представлял партию на праздновании 50-летия образования Народной лиги в Бангладеш.
В 1999 году Оли избрался в парламент от округа Джхапа-2, победив Гирираджа Кумари Прасаи, и от округа Джхапа-6, победив Каси Лала Таджпурию. C 1999 по 2002 год был заместителем лидера оппозиции в парламенте. В 2000 году Оли стал президентом Организации солидарности афро-азиатских народов. В 2000 году он был членом делегации на сессии Генеральной ассамблеи ООН в США, а затем посетил Россию, Беларусь, Кипр и Великобританию. В 2002 году принял участие в международной встрече в Пхеньяне. В 2003 году Оли участвовал в международных конференциях по поводу дня Нагасаки-Хиросима в Японии. В 2003 году разработал и выдвинул предложение по демократизации компартий, принятое на 7-м съезде КПН (ОМЛ). В 2003 и 2004 году Оли присутствовал на международных конференциях в Коломбо на Шри-Ланке. В 2004 году на международной конференции в Лиме в Перу. В 2004 году возглавил главную кафедру партийной школы. В 2006 году Оли был членом делегации Непала на 61-й сессии Генассамблеи ООН, встрече на высшем уровне во время 14-го съезда Движения неприсоединения в Гаване на Кубе, встрече министров Движения неприсоединения в Путраджайе в Малайзии, совещании министров СААРК в Дакке в 2006 году, 19-м национальном съезде Коммунистической партии Шри-Ланки.

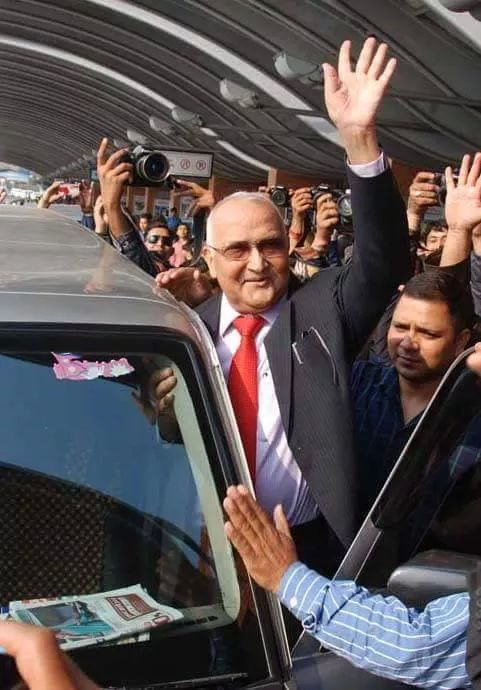
К. П. Шарма Оли, 2015 год

После окончания десятилетней гражданской войны и акций демократического движения, направленных на отмену самодержавной монархии и создание равноправного общества, с 2 мая 2006 по 1 апреля 2007 года Оли занимал должности министра иностранных дел и заместителя премьер-министра во временном правительстве Гириджи Прасада Коиралы при короле Гьянендре.
После упразднения монархии и образования светской республики в 2008 году Оли уступил место в Учредительном собрании Бишводипу Лингдену Лимбе из КПН (маоистской). В 2010 году в знак признания его заслуг получил степень доктора Международного университета Грин Форд. В 2013 году стал членом учредительного собрания от округа Джхапа-7, победив Суреша Кумара Йонгью. 4 февраля 2014 года был избран на пост председателя парламентской фракции КПН (ОМЛ), получив 98 голосов и опередив бывшего председателя партии Джалу Натха Кханала с 78 голосами. Вернувшись из Бангкока после лечения болезни почек, 9 июня на собрании партийных кадров в Катманду Оли отметил, что «когда монархия была у власти, я боролся против короля, и когда Непальский конгресс был мощным, я воевал против них. Я также вёл идеологическую борьбу против ультралевого маоистского мышления». 14 июля на 9-м съезде КПН (ОМЛ) он был избран председателем партии, получив 1002 голосов и сменив раскритикованного им Мадхава Кумара Непала с 963 голосами, председательствовавшего с 1993 года после смерти Мадана Бхандари. Некоторые обозреватели расценили приход Оли к власти как возвращение к истокам и идеалам партии, сформированным во время джхапальского восстания.

### Пост премьер-министра Непала
После семи лет работы 20 сентября 2015 года наконец была принята новая конституция Непала, согласно которой в стране были назначены новые выборы. 10 октября, будучи не в силах справиться с акциями протеста малых народностей против отдельных положений новой конституции и блокады ими приграничной торговли с Индией, премьер-министр Непала Сушил Коирала подал прошение об отставке президенту Рам Баран Ядаву, сохранив за собой все полномочия до формирования нового правительства. В тот же день Оли баллотировался в кандидаты в премьер-министры от КПН (ОМЛ), заручившись поддержкой 13 из 31 партий, а именно ОКП (маоистской), Национальной демократической партии, НДПН, Рабоче-крестьянской партии, КПН Самаджбади (марксистско-ленинской), Национального народного фронта, Национальной эмансипационной партии, Национальной партии Народной партии, Социалистической народной партии и Демократического форума прав Мадхеси. Кандидат должен был получить большинство или голоса 299 законодателей от общего числа депутатов в 598 человек, при том что им не разрешено было оставаться нейтральными. На голосовании, начавшемся 11 октября в 11 часов утра, присутствовало 587 депутатов, 7 отсутствовало, 2 бойкотировали заседание, а 14 воздержались. Оли получил 338 голосов и одержал победу над кандидатом от Непальского конгресса Сушилом Коиралой с 249 голосами, набрав на 89 голосов больше него. После обнародования результатов председатель парламента Субас Чандра Нембанг объявил об избрании Оли на пост премьер-министра Непала в соответствии со статьёй 298 (3) конституции.
В речи перед парламентом Оли выразил готовность работать со всеми политическими партиями для решения текущих проблем страны, отметив, что «моя просьба заключается в том, что все стороны должны работать вместе и двигаться вперед к консенсусу». В ходе телефонного разговора с премьер-министром Индии Нарендрой Моди, Оли получил от него заверения в помощи реализации чаяний народа Непала и приглашение посетить Индию. Премьер-министр Китая Ли Кэцян в своём послании сказал, что под руководством Оли, Непал должен добиться новых достижений в процессе поддержания стабильности в стране и содействия экономическому развитию. Пресс-секретарь Государственного департамента США Марк Тонер отметил, что «Соединенные Штаты призывают все заинтересованные политические стороны в полной мере участвовать в демократическом процессе, который удовлетворяет чаяниям всех непальцев», а пресс-секретарь Совета национальной безопасности США Нед Прайс сказал, что «Соединенные Штаты рассчитывают на продолжение сотрудничества с народом и правительством Непала во время строительства ими более единой, стабильной и процветающей страны». В то же время, в родной деревне Оли люди вышли на улицы с зажжёнными свечами, чтобы отпраздновать его избрание.
12 октября в присутствии президента Непала Рам Баран Ядава, председателя парламента Субаса Чандры Нембанга, вице-президента Пармананда Джа, уходящего премьер-министра Сушила Коиралы, и. о. председателя Верховного суда Гириша Чандры Лала, Оли был приведён к присяге вместе с небольшим правительством, состоящим из пяти министров и двух вице-премьеров — Биджайи Кумара Гачхадара и Камала Тхапы. Таким образом, Оли стал 38-м премьер-министром Непала и первым после принятия новой конституции, в непростой период, ознаменовавшийся последствиями разрушительных землетрясений, межнациональным насильственным конфликтом и дефицитом товаров первой необходимости.
13 октября Оли встретился с президентом Непала Рам Баран Ядавом и обсудил с ним политические проблемы в стране. 16 октября на пост председателя парламента была избрана Онсари Гхарти Магар, ставшая первой женщиной на этом посту. 29 октября президентом Непала была избрана Бидхья Деви Бхандари, тоже первая женщина в этой должности, а также вдова Мадана Бхандари и близкий соратник Оли. 31 октября 2015 года вторым вице-президентом был избран Нанда Кишор Пун.
13 июля 2016 года Коммунистическая партия (маоистско-центристская) при поддержке Непальского конгресса отказалась от дальнейшего пребывания в существующем коалиционном правительстве, а 8 министров, в том числе заместитель премьер-министра, подали в отставку со своих постов, сославшись на невыполнение Оли своих обязательств по новой конституции и мирному процессу, а также неудовлетворительное ведение восстановительных работ после землетрясения. Ожидалось, что и он сам подаст в отставку с должности премьер-министра, однако встретившись с другими партнёрами по коалиции Оли заявил об обращении в парламент за вотумом доверия. После внесения соответствующих документов, председатель Национальной ассамблеи Онсари Гарти Магар назначила слушания по данному вопросу на 21 июля. Обсуждения вотума недоверия заняло три дня, во время которых от поддержки правительства отказались Демократический форум прав Мадхеси и Растрия Праджатантра парти. Не дожидаясь ожидаемого отрицательного для себя исхода голосования, 24 июля 2016 года Оли объявил об отставке с поста премьер-министра, пробыв в этой должности всего 9 месяцев. 3 августа члены парламента избрали новым премьер-министром Непала маоиста Пушпу Камала Дахала, который уже 4 августа принёс присягу и вступил в должность.
15 февраля 2018 года действующий премьер-министр Непала Шер Бахадур Деуба подал в отставку после обнародования окончательных результатов парламентских выборов, на которых большинство голосов набрал левый альянс из КПН (ОМЛ) Оли и ОКП (М) Дахала. После этого постоянный комитет КПН (ОМЛ) выдвинул кандидатуру Оли на пост премьер-министра. В тот же день Оли был назначен президентом Бхандари и принял присягу в президентской резиденции, став 41-м в должности премьер-министра и заступив на свой второй премьерский срок.

## Личная жизнь
Вследствие длительного тюремного заключения и бурной политической карьеры, здоровье Оли ухудшилось и он часто посещает больницы, не оглашая диагноз. После выхода из тюрьмы женился на неварской буддистке Радхике Шакье, которая родила ему дочь, однако брак продлился недолго. Живёт вместе со своей семьёй в Бхактапуре. Владеет английским и непальским языками, а также хинди. В политической среде известен как «К. П. Оли». За время своей карьеры побывал более чем в тридцати странах, в числе которых КНР, КНДР, США, Великобритания, Германия, Франция, Россия, Кипр, Беларусь, Индия, Бутан, Бангладеш, Швейцария, Таиланд, ОАЭ, Швеция, Камерун, Шри-Ланка, Япония, Перу, Малайзия, Сингапур, Вьетнам, Филиппины, Казахстан, Украина, Куба, Мексика, Португалия, Испания, Катар, Бельгия, Нидерланды, Австрия.